# Bibliothèque nationale du Togo
La bibliothèque nationale du Togo est une institution togolaise à vocation culturelle et pédagogique.

## Historique
Elle est fondée en 1969, neuf ans après l'indépendance de ce territoire placé sous mandat de la SDN qui la place sous tutelle de la France (le Togo n'a jamais factuellement été une colonie française). Elle est située dans un immeuble moderne bordant l'avenue de la victoire, l'une des artères majeures de la ville de Lomé, la capitale du pays.

## Collections
Outre de nombreux ouvrages traitant des sujets les plus divers, elle conserve dans ses archives des collections datant des périodes coloniales allemandes et françaises. Dans le courant des années 1990, la bibliothèque nationale s'est enrichie d'un fonds supplémentaire de 18 000 volumes.

## Missions et attributions
La mission première de la bibliothèque nationale du Togo est d'organiser et préserver le patrimoine documentaire togolais. 